# Квинт Цецилий Метел Кретик
Вижте пояснителната страница за други личности с името Квинт Цецилий Метел.
Квинт Цецилий Метел Кретик (на латински: Quintus Caecilius Metellus Creticus; * 135 пр.н.е.; † ок. 54 пр.н.е.) e политик през късната Римска република.

## Биография
Произлиза от плебейския род Цецилии Метели. Неговите брат, баща, дядо, трима чичовци, прадядо и прапрадядо са консули. Дядо му Квинт Цецилий Метел Македоник e успешен генерал, бие се в Третата македонска война и донася съобщението за победата от Пидна в Рим.
Кретик е син на Гай Цецилий Метел Капрарий, най-малкият син на Македоник, консул през 113 пр.н.е. и проконсул в Тракия през 112 пр.н.е. За победата си в Тракия получава триумф през 111 пр.н.е.
Кретик е между 74 и 72 пр.н.е. претор и през 70 пр.н.е. като консул помага с други Метели на Гай Вер, съпруг на сестра му Цецилия Метела и управител на Сицилия през 73 – 71 пр.н.е.
През 69 пр.н.е. Кретик е консул заедно с Квинт Хортензий и се бие успешно с морските грабежници на Крета. Като проконсул от 68 до 65 пр.н.е. той прави острова провинция. Между него и Помпей се стига до неразбирателство. Затова Помпей пречи за осъществяването на триумфа му до 62 пр.н.е., a Кретик пречи на приемането от Сената на новия ред за Изтока на Помпей до 60 пр.н.е. По време на заговора на Катилина 63 пр.н.е. Кретик е изпратен в Апулия. В края на май 62 пр.н.е. той може да празнува своя триумф.
През 60 пр.н.е. Кретик е посланик в Галия и трябва да попречи на галските племена да се присъединят към хелветите. От 73 пр.н.е. до смъртта си около 54 пр.н.е. Кретик е понтифекс.
Дъщеря му Цецилия Метела Кретика e омъжена за Марк Лициний Крас Младши, син на Марк Лициний Крас и е известна с нейната гробница на Виа Апия в Рим.